# Jocelerme Privert
Jocelerme Privert, né le 1er février 1953 à Petit-Trou-de-Nippes, est un homme d'État haïtien, membre du parti Inite et président provisoire de la république d'Haïti du 14 février 2016 au 7 février 2017.
D'abord membre du gouvernement sous la présidence de Jean-Bertrand Aristide entre 2001 et 2004, il se tient à l'écart de la vie politique pendant plusieurs années. De retour, il est élu sénateur du département de Nippes en 2011 jusqu'à son élection à la présidence du Sénat. Il est également nommé président du Comité de l'économie et des finances du Sénat.
Après la fin du mandat du président Michel Martelly, Privert a été élu par l'Assemblée nationale à la présidence provisoire d'Haïti le 14 février 2016, dans l'attente d'élections générales dans un délai maximal de 120 jours. Mais le Conseil électoral provisoire a décidé le 5 avril 2016 d'annuler le scrutin à cause d'irrégularités et de tenir un nouveau scrutin début octobre 2016. Le 14 juin, son mandat présidentiel expire, mais Privert reste néanmoins président de facto, l'Assemblée nationale ayant refusé de se réunir pour désigner un successeur à son poste ou mener une action contraire.
Le 7 février 2017, Jovenel Moïse, lui succède.

## Jeunesse et études
Né dans une famille modeste, Jocelerme Privert arrive à Port-au-Prince en 1969 pour y poursuivre ses études secondaires jusqu'à l'obtention de son baccalauréat en 1976. Après avoir décroché un diplôme en comptabilité à l'Institut national d'administration, de gestion et des hautes études internationales (INAGHEI), il réussit un concours du ministère de l'Économie et des Finances en 1978, ce qui lui permet d'intégrer l'administration.
Entré en 1979 à la Direction générale des impôts comme inspecteur comptable, Privert gravit les échelons jusqu'à sa nomination comme directeur général de l'institution le 21 août 1995. À la suite d'un mouvement de protestation de ses employés, il est démis de ses fonctions en 1999.

## Carrière ministérielle
En mars 2001, peu après le retour au pouvoir de Jean-Bertrand Aristide, il est nommé secrétaire d'État aux Finances dans le cabinet du Premier ministre Jean Marie Chérestal. En mars 2002, il devient ministre de l'Intérieur et des Collectivités territoriales dans le gouvernement d'Yvon Neptune, successeur de Chérestal. Deux ans plus tard, Privert doit quitter ses fonctions à la suite du coup d'État du 29 février 2004 qui amène au départ du président Aristide et à la constitution d'un gouvernement provisoire dirigé par Gérard Latortue.
Le 4 avril suivant, Privert est arrêté sur ordre du nouveau gouvernement provisoire, en raison de sa participation présumée à un massacre à Saint-Marc, et conduit au pénitencier national où il reste détenu jusqu'à sa libération le 16 juin 2006. Privert nie avoir donné l'ordre du massacre alors qu'il était ministre de l'intérieur.

## Retour en politique

### Au Sénat
En septembre 2006, il rejoint le cabinet du président René Préval dont il est consultant, puis conseiller. Candidat malheureux aux élections sénatoriales partielles en 2008, il est finalement élu le 28 novembre 2010 lors des élections générales et prête serment le 26 avril 2011 en tant que sénateur représentant le département de Nippes.
Le 14 janvier 2016, il est élu président du Sénat.

### Président de la République à titre provisoire
Après la fin du mandat de Michel Martelly, le 7 février 2016, Privert est élu président provisoire de la république d'Haïti par le Sénat de la République et la Chambre des députés réunis en Assemblée nationale le 14 février suivant au deuxième tour du scrutin. Son mandat est limité à cent vingt jours, selon les termes d’un accord signé quelques heures avant la fin du mandat du président Martelly. Il démissionne dans la foulée de son siège de sénateur et de président du Sénat.
Le 19 février, il annonce les noms de six candidats au poste de Premier ministre, qui sont Mirlande Manigat, Edgard Leblanc, Fritz Jean, Jacques Sampeur, Joanas Gay et Simon Dieuseul Desras. Le 25 février, il nomme finalement Fritz Jean à l'issue d'une consultation conjointe avec le président de la Chambre des députés, Cholzer Chancy, et le vice-président du Sénat de la République, Ronald Larêche.
Le 22 mars, après le rejet par le Parlement du gouvernement de Fritz Jean, il nomme Enex Jean-Charles au poste de Premier ministre, après un accord avec le Parlement.
En avril, le second tour du scrutin présidentiel est reporté à une date inconnue, puis, le 31 mai, la commission électorale préconise d'organiser un nouveau premier tour, tandis que le mandat de Privert prendra fin le 14 juin. Le 6 juin, la présidentielle est officiellement annulée par le président du Conseil électoral provisoire, provoquant un nouveau scrutin.
Le 14 juin, le Parlement constate la fin du mandat présidentiel. Trois jours plus tard, lors d'un entretien à l'AFP, il annonce qu'il resterait en poste jusqu'à ce que le Parlement prenne une décision. Néanmoins, l'Entente démocratique, coalition d'opposition dirigée par l'ancien Premier ministre Evans Paul, appelle à son départ. Une séance de l'Assemblée nationale est prévue pour le 21 juin pour décider de la prorogation ou non de son mandat. Cette séance est reportée à une date indéterminée, après des manifestations pro-Privert. Une nouvelle séance se tient le 28 juin mais ne débouche sur aucun résultat.
Le 29 novembre 2016, Jovenel Moïse est élu président de la République. Le 7 février 2017, Jocelerme Privert quitte ses fonctions et transmet le pouvoir au président élu.